# Tramvia Blau
 (septembre 2016).
Si vous disposez d'ouvrages ou d'articles de référence ou si vous connaissez des sites web de qualité traitant du thème abordé ici, merci de compléter l'article en donnant les références utiles à sa vérifiabilité et en les liant à la section « Notes et références ».
Le tramway bleu de Barcelone — en catalan, la « Tramvia Blau » — est une ligne de tramway de 1,2 kilomètre, située à Barcelone en Espagne. Elle part de la place J. F. Kennedy (station terminus de la ligne 7 du métro de Barcelone), puis parcourt toute l'avenue du Tibidabo pour arriver sur la place du docteur Andreu où se situe le départ du funiculaire du Tibidabo.
Cette ligne, ouverte en 1901, a été prolongée jusqu'à Vallvidrera, mais en 1930, à cause du faible trafic de son prolongement, elle a été réduite au circuit qu'on lui connait aujourd'hui. Lors de  la suppression des tramways de Barcelone en 1971, cette ligne touristique est restée la seule ligne de Barcelone jusqu'en 2004, date de l'inauguration du Trambaix.
Le tramway bleu est l'un des deux seuls tramways de première génération à avoir survécu en Espagne, avec le tramway de Sóller sur l'île de Majorque.
Le 28 janvier 2018, le tram a été remplacé par un service de bus, en vue d'un changement complet des voies et de la caténaire, mais le 21 mars 2021, les travaux n'avaient pas encore débuté.

## Galerie de photos

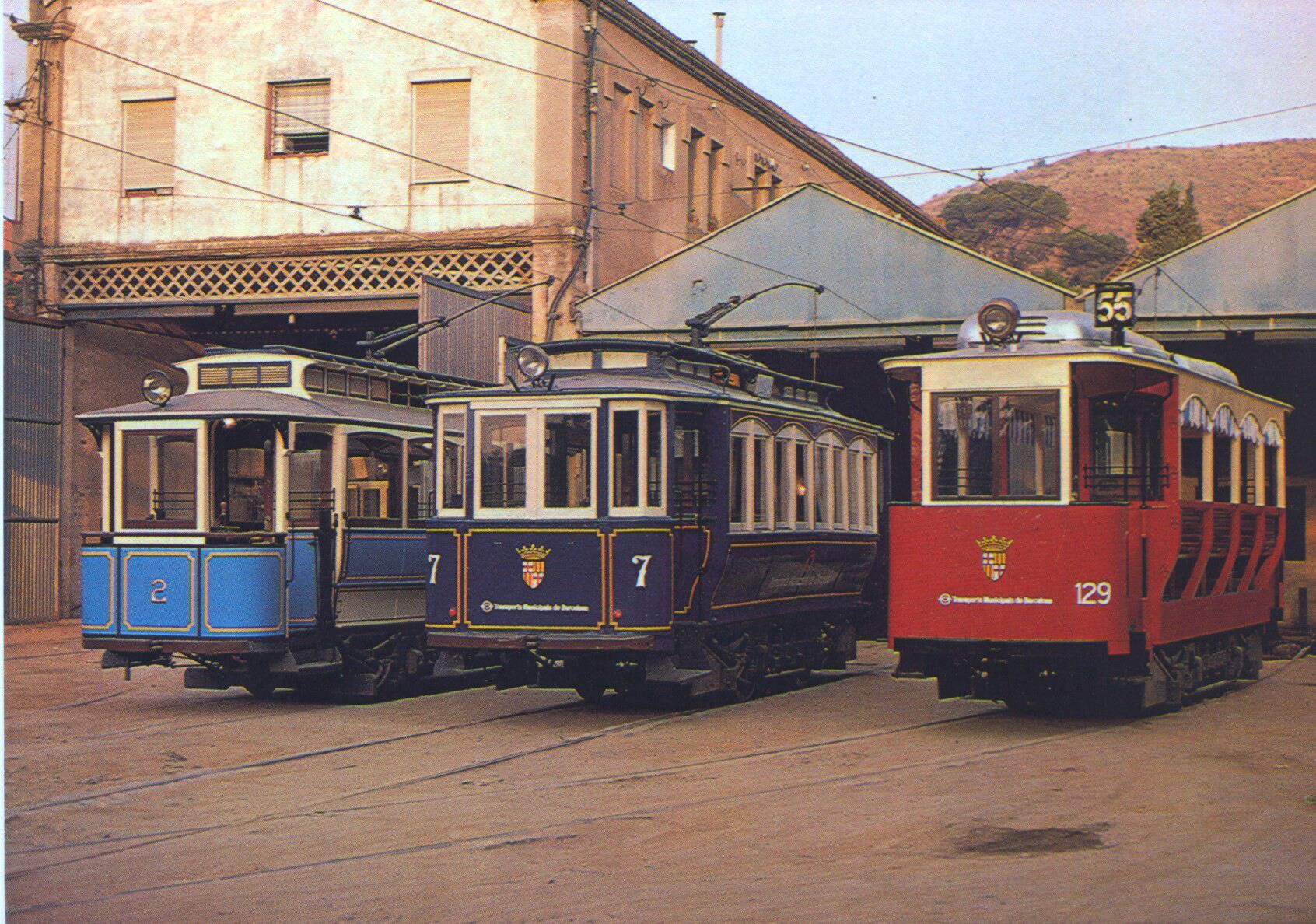
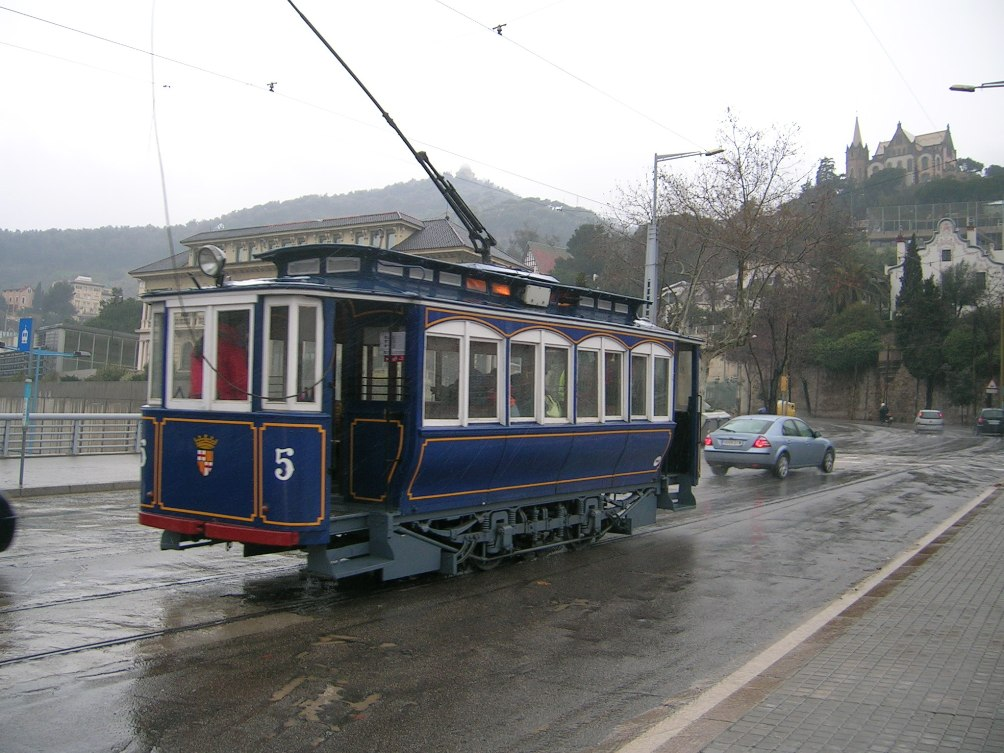
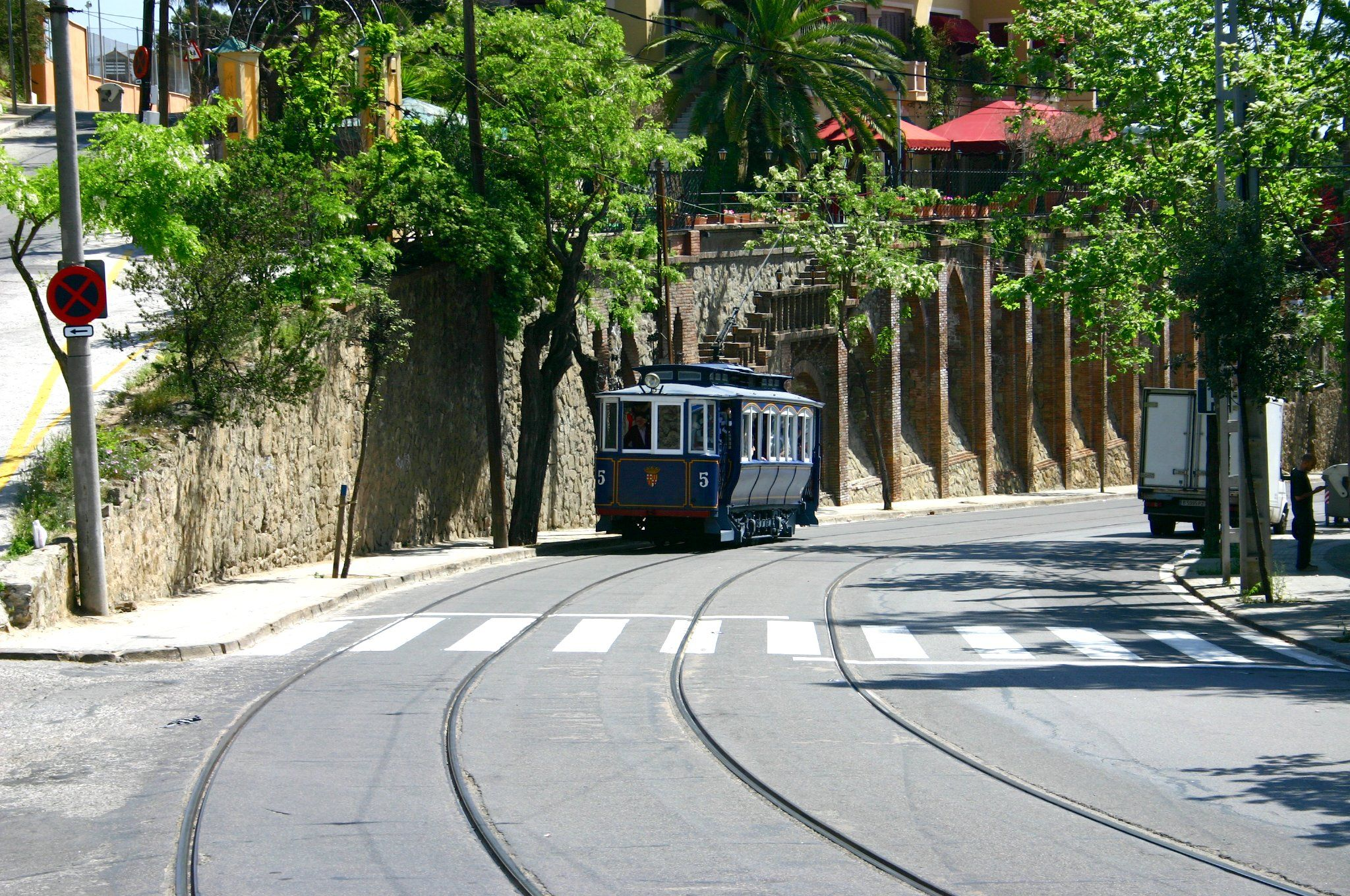
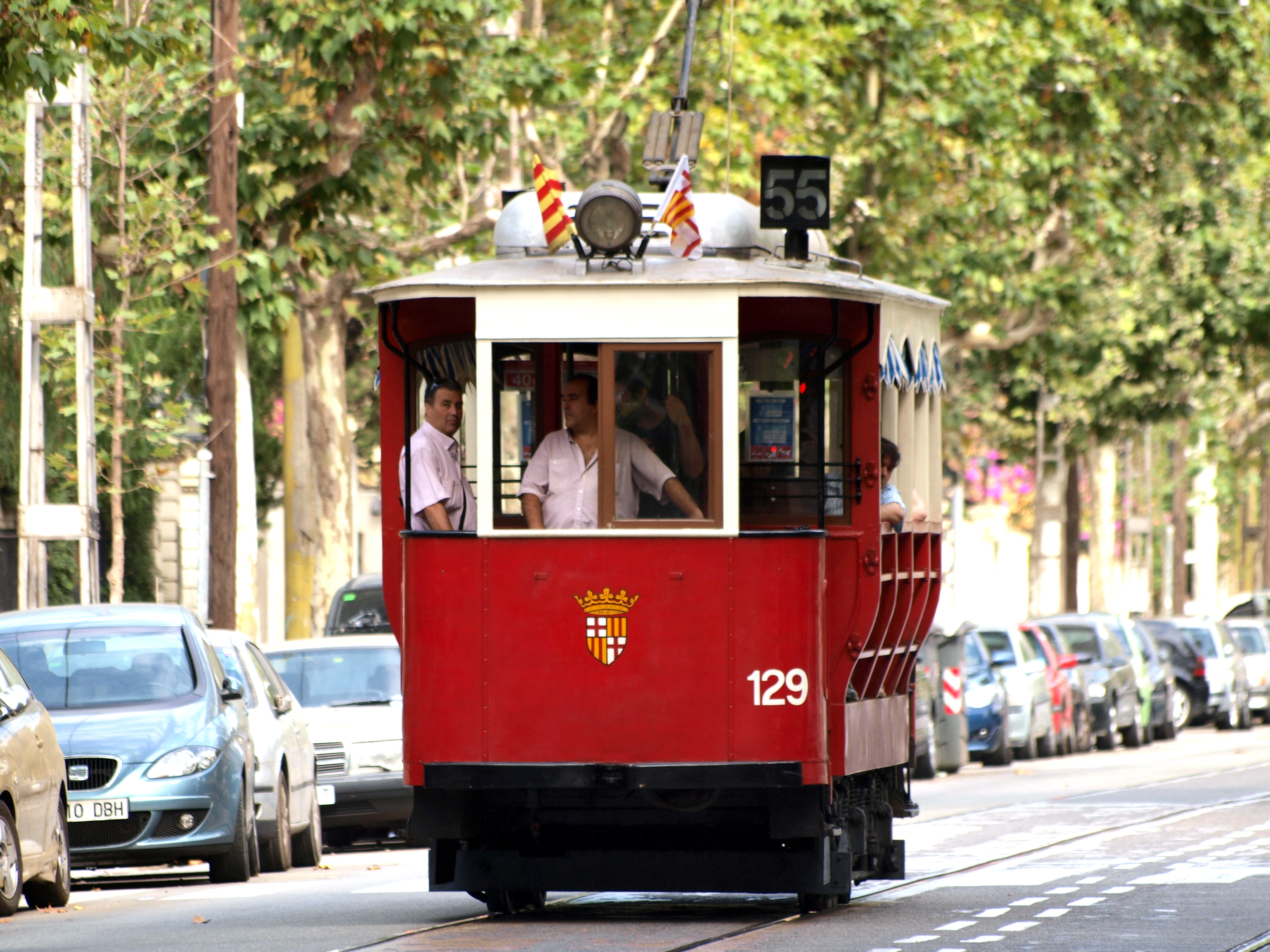